# Nomia rozeni
Nomia rozeni är en biart som först beskrevs av Gregory B. Pauly 2000.  Nomia rozeni ingår i släktet Nomia och familjen vägbin. Inga underarter finns listade i Catalogue of Life.